# Arenal
Arenal je stratovulkán, který se nachází na jihovýchodním břehu jezera Arenal ve střední Kostarice přibližně 90 km od San José. Nad hladinu moře se vypíná do výšky 1670 metrů. Poslední erupce jsou zaznamenány ze současných let, ale významnější erupce byla 23. srpna 2000. Od roku 2010 je sopka v klidové fázi.
Sopka je jednou z nejmladších těles podobného vzniku v oblasti Kostariky, která je tvořena převážně andezity.
Stratovulkán se dostal do obecnějšího povědomí 29. července 1968, kdy došlo k větší erupci po téměř 400 letech relativní nečinnosti. V první fázi erupce sopka vyvrhovala do okolí velké sopečné pumy, které se dostávaly až do vzdálenosti 5 km a následně vytvořila i pyroklastické proudy. Jedním z nich bylo zasaženo městečko Tabacon, ve kterém bylo následně usmrceno 87 lidí. V poslední fázi erupce se ze svrchního sopouchu a západní části svahu sopky začala valit viskózní láva.
Vrchol sopky je po většinu času zahalen mraky a spatření celého tělesa sopky je považováno za velké štěstí. V okolí sopky se nachází množství teplých pramenů, které jsou častým cílem turistů.
Okolí sopky je s přilehlým jezerem vyhlášeno národní parkem (Parque Nacional Volcán Arenal). Vznikl v roce 1991 a má rozlohu 12 124 ha. Díky časté sopečné aktivitě strombolského typu se stává oblast častým cílem turistů, kteří chtějí na vlastní oči spatřit sopečnou aktivitu a to převážně v noci. Díky typu erupce je ale oblast v době zvýšené sopečné aktivity poměrně nebezpečná.